# Menophra postdentaria
Menophra postdentaria är en fjärilsart som beskrevs av Rothschild 1914. Menophra postdentaria ingår i släktet Menophra och familjen mätare. Inga underarter finns listade i Catalogue of Life.